# Замостя (Румунія)
Замо́стя (рум. Zamostea) — село у повіті Сучава в Румунії. Адміністративний центр комуни Замостя.
Село розташоване на відстані 381 км на північ від Бухареста, 24 км на північ від Сучави, 130 км на північний захід від Ясс.

## Населення
За даними перепису населення 2002 року у селі проживали 1303 особи, усі — румуни. Усі жителі села рідною мовою назвали румунську.